# Folytassa Angliában!
Folytassa Angliában!, eredeti címe Carry On England, 1976-ban bemutatott brit (angol) színes filmvígjáték, a koedukált szervezetek paródiája, a Gerald Thomas által rendezett Folytassa… filmsorozat 28. darabja. A sorozat rendszeres sztárjai közül itt Kenneth Connor, Jack Douglas, Joan Sims és Peter Butterworth szerepel. A sorozat ekkor már leszálló ágba került, a film egysíkú, öncélú szex-komédia lett, amely csak erős megvágás árán kerülte el a korhatár-korlátozást. A mozikban megbukott.

## Cselekmény
A történet a második világháború alatt, az angliai csata idején játszódik. S. Melly századost (Kenneth Connor) „13-13-as szigorúan titkos különleges kísérleti légvédelmi tüzérüteg” parancsnokává nevezik ki, közvetlenül a „W.C.”-ből kapott legfelsőbb utasításra. Állomáshelyére érkezve döbbenten látja a szárítókötélen lógó női fehérneműket. A régi parancsnok, Bull százados (David Lodge) eufórikus örömmel fogadja leváltása hírét, és azonnal el is menekül a táborból. Helyettese, a „golyómorzsolgató Tigris” Bloomer törzsőrmester (Windsor Davies) felvilágosítja Mellyt, hogy a személyzet koedukált, a létszám fele nőnemű. Emiatt a katonák kizárólag egymással foglalkoznak, semmilyen fegyelmet nem lehet tartani. A fiúk is, a lányok is a legváltozatosabb módszereket és kifogásokat találják ki, hogy távol maradjanak a kiképzésről, „sunnyoghassanak”, és a párjukkal szexelhessenek. A Tigris szerint egyetlen megoldás a kivégzőosztag, minden más próbálkozás már kudarcot vallott.
S. Melly százados elszántan vállalkozik a lehetetlenre, hogy ráncba szedje a koedukált üteget. Megkezdődik a harc a parancsnok és a koedukált csapat között, akik semmi áron nem akarnak lemondani az egymással folytatott szexről és enyelgésről, ahelyett, hogy az kiképzésre figyelnének. Közülük a legelszántabb Jennifer Ffoukes-Sharpe közlegény/leány (Joan Sims), aki szintén „golyómorzsolgató”, és magát a „Tigrist” igyekszik elcsábítani. Kemény menetgyakorlatok, kimerítő testedzések következnek, amelyeket a fiúk-lányok kifinomult bosszúja követ: a kemény parancsnok sáros gödrökbe pottyan, egyenruhája darabokra foszlik, szappanját kék festékkel, törülközőjét viszketőporral preparálják, hogy leégessék a szemlére érkező elöljárók, a dandárparancsnok (Peter Jones) és a vicces Carstairs őrnagy (Peter Butterworth) előtt. A tábornok, aki az ölelkező pároktól megtudakolja, hogy ugyan mit csinálnak, azt a választ kapja, hogy a fegyver nélküli önvédelmet gyakorolják arra az esetre, ha nőnek öltözött német ejtőernyősökkel találkoznának. Carstairs őrnagy, a képzett közelharcos rögtön mesterkurzust akar tartani, de a partnernek kiválasztott Jennifer a földhöz nyekkenti, aztán felakasztja a ruhafogasra.
A kétségbeesett S. Melly százados „Hentes” Butcher őrnagyhoz, az orvostiszthez (Julian Holloway) fordul, aki a férfi és női körletek szigorú elkülönítését javasolja. A százados és a törzsőrmester az éjszaka csendjében szögesdrót-akadályrendszert telepít a körletek köré, ezen sem a fiúk, sem a lányok nem tudnak átjutni. A szigorú szegregáció sikeresnek bizonyul. Mindkét körlet lakói alagutat ásnak a másik nemű körlet felé. Az alagutak elkészülnek, a lányok az egyiken, a fiúk a másikon másznak át. A két nem helyet cserél, mindkét csapat üresen találja a másik hálótermét. Miután felfedezik, hogy két alagút van, mindkét csapat új döntést hoz, mindenki ott marad, ahol van, és várják, hogy a másik csapat átérjen. Így várnak, amíg megvirrad.
A kiképzés következő lépése, hogy az üteg a gyakorló faágyú helyett igazi, éles légelhárító löveget kap, ami mindjárt érkezéskor bele is szakad a fiúk-lányok által kiásott alagutakba. Nagy nehezen kihúzzák és felállítják. A dandárparancsnoki szemlén a katonák összevissza bénáznak, újra és újra leégetik parancsnokukat. Ekkor éles légiriadót fújnak, valódi német légitámadás közeledik. A dandárparancsnok és Carstairs őrnagy rémülten elmenekül, a rendetlen koedukált csapat azonban összeszedi magát, követik a százados és a törzsőrmester utasításait. Mindenki teszi a dolgát, az ágyúval sorra szedik le a német bombázókat, bár közben a százados két ujját eltöri a lövegzár. Utána általános csókolózás következik. Másnap a csapat dicséretben részesül, S. Melly kapitány bepólyált, merev ujjaival nem tud tisztelegni, helyette a győzelem jelét, a feltartott „V”-t mutatja. A záró híradófilm-kockák tanúsága szerint „W.C.” láthatóan jól eltanulta a kétujjas „V”-jelzést S. Melly századostól.

## Szereposztás
| Szerep                              | Színész           | Magyar hangja (1. szinkron) | Magyar hangja (2. szinkron) |
| ----------------------------------- | ----------------- | --------------------------- | --------------------------- |
| S. Melly kapitány                   | Kenneth Connor    | Juhász Jácint               | Szombathy Gyula             |
| „Tigris” Bloomer törzsőrmester      | Windsor Davies    | Szabó Ottó                  | Papp János                  |
| Tilly Willing „Hajlandó” őrmesternő | Judy Geeson       | Földessy Margit             | Kiss Erika                  |
| Len Able „Képes” őrmester           | Patrick Mower     | Felföldi László             | Kárpáti Levente             |
| Ready „Kész” tüzér                  | Jack Douglas      | Felföldi László             | Forgács Gábor               |
| Jennifer Ffoukes-Sharpe közlegény   | Joan Sims         | Juhász Jácint               | Simon Eszter                |
| Shorthouse „Kisházi” tüzér          | Melvyn Hayes      | N/A                         | Csuha Lajos                 |
| Alice Easy „Könnyű” közlegény       | Diane Langton     | N/A                         | Mics Ildikó                 |
| Cook tizedes                        | Patricia Franklin | N/A                         | Koffler Gizi                |
| Bull százados, leváltott parancsnok | David Lodge       | N/A                         | N/A                         |
| Butcher „Hentes” őrnagy, orvostiszt | Julian Holloway   | N/A                         | N/A                         |
| Dandárparancsnok                    | Peter Jones       | N/A                         | N/A                         |
| Carstairs őrnagy                    | Peter Butterworth | Juhász Jácint               | Besenczi Árpád              |

## Forgatás
A Folytassa-sorozat törzsgárdájából csak Kenneth Connor kapott vezető szerepet. Joan Sims és Peter Butterworth csak mellékszerepben jelenik meg.
A sorozatban másodszor megjelenő Windsor Davies, aki először az előző, Folytassa az ásatást!-ban játszott, itt is főszerepet kapott, a kiválóan testhezálló, poroszos, ordibáló „Tigris” törzsőrmestert. A BBC It Ain’t Half Hot Mum című televíziós szappanoperájában, amit 1974–1981 között sugároztak nagy sikerrel, Davies egy pontosan ugyanilyen harsány altisztet alakított, csak a neve volt más: „Pofa-be” „Shut-up” Williams törzsőrmestert ütegparancsnokot. A testhezálló szerep hozzánőtt Davies-hez, a sorozat összes (56) epizódján át végigvitte. A Folytassa-filmben Davies mellett (a veterán Jack Danielstől eltekintve) csupa újonc játszik, Melvyn Hayes, Judy Geeson, Patrick Mower és a többiek.
Az elkészült filmet a brit filmcenzúra-bizottság (British Board of Film Classification) „16 éven felülieknek” osztályba sorolta, a sok meztelen női kebelmutogatás és „Fokker / fucker” szójáték többszöri alkalmazása miatt. A nézőszám növelése érdekében a készítők alaposan megvágták a filmet, így megkapták a „korhatár nélküli” besorolást. Mivel azonban a film szexkomédiának készült, éppen a vonzerejétől fosztották meg. A vágások után színtelen és unalmas lett. Moziforgalmazása hatalmasat bukott, több moziban néhány napi vetítés után nézői érdektelenség miatt levették a műsorról.